# 2K Games
2K Games是美國遊戲發行商Take-Two Interactive旗下的遊戲品牌，2005年設立，總部位於加利福尼亚州诺瓦托。Take-Two为了让自有品牌发行的游戏与Rockstar Games所做区别以及在体育竞技游戏市场上与美国艺电旗下的EA Sports体育部门一决高下，由Take-Two收购日本世嘉公司旗下的工作室Visual Concepts工作室以及其完全所有的子公司Kush Games引入旗下。此外它亦以2K Sports名義發行體育竞技遊戲，以及2K Play名義發行休閒益智遊戲。

## 發行遊戲
- 以2K Games为品牌发行
  - 生化奇兵系列
  - 邊緣禁地系列
  - 文明城市：罗马
  - 毁灭公爵系列
  - 四海兄弟系列
  - 猎魂
  - 英雄萨姆2
  - 席德·梅尔的文明帝國系列
  - 席德·梅尔的铁路
  - 席德·梅尔的海盗
  - 特别行动系列
  - 要塞系列
  - 丛林之狐系列
  - XCOM系列
- 以2K Play为品牌发行
  - 温特伯顿先生的不幸旅程
  - Axel & Pixel
  - 花园小子
  - 生日大聚会
  - Carnival Games
  - 探险家多拉系列
  - 奇迹宠物
  - Ni Hao, Kai-lan系列
  - 林林兄弟与巴纳姆及贝利马戏团：戏王之王
- 以2K Sports为品牌发行
  - MLB 2K系列
  - NBA 2K系列
  - NFL 2K系列
  - NHL 2K系列
  - 上旋高手系列
  - WWE 2K系列
  - 實況野球大聯盟系列

## 主要開發商

### 现有工作室
- 2K Games
  - 2K澳大利亚（2K Australia）
  - 2K中国（2K China）
  - 2K捷克（2K Czech）
  - 2K馬林（2K Marin）
  - 2K维加斯（2K Vegas）
  - Firaxis Games
  - Hangar 13
  - 31st Union
- 2K Play
  - Cat Daddy Games
- 2K Sports
  - Visual Concepts
    - Visual Concepts中国（Visual Concepts China）
    - Visual Concepts韩国（Visual Concepts Korea）

### 已解散工作室
- Frog City Software - 2006年与Firaxis Games合并
- Indie Built - 2006年解散
- Irrational Games - 2014年解散
- PopTop Software - 2006年与Firaxis Games合并
- Venom Games - 2008年解散

## 外部連結
- 2K品牌官方网站（页面存档备份，存于）
  - 2K Games
  - 2K Play（页面存档备份，存于）
  - 2K Sports